# История на Буркина Фасо

## Ранна история
Откритите след 1973 година в северозападните части на днешна Буркина Фасо оръдия на труда и други останки свидетелстват, че страната е била населена още преди 14 000 години от скитащи ловци и събирачи. Между 3600 и 2800 година преди Христа се появяват селища на земеделци.
През XV и XVI век Буркина Фасо е в състава на кралство Сонгхай. По това време в някои райони придобива все по-голямо разпространение ислямът. По-късно по-голямата част от страната е включена в състава на кралството на моси - народ, който и днес представлява близо половината от населението на Буркина Фасо и за който се предполага, че произхожда от Северна Гана. Основни центрове на моси са Уагадугу и Ятенга. Начело на държавната на моси стои наследствен владетел, управляващ с помощта на съвет на старейшини, представляващи знатните родове. Моси са известни със своите войни и набези срещу съседите, цел на които е взимането на пленници и превръщането им в роби. До френското проникване моси остават верни на традиционните си анимистични вярвания.

## Колониален период
През 1896 година кралството на моси Уагадугу е превзето от французите. До 1904 година цялата територия на страната е завладяна от французите и е включена в състава на Френска Западна Африка под името Горна Волта заедно с Мавритания, Сенегал, Френски Судан (днес Мали), Френска Гвинея (днес Гвинея), Кот д'Ивоар, Нигер и Дахомей (днес Бенин).
По време на Първата световна война жители на днешна Буркина Фасо воюват на френска страна в състава на т.нар. Сенегалска пехота. През 1919 година Горна Волта е отделена като самостоятелна колония – до 1932 година, когато е обединена с Мали, Кот д'Ивоар и Нигер. През 1947 г. колонията Горна Волта е възстановена в старите си граници.
През 1958 година Горна Волта е провъзгласена за република в рамките на френската общност.

## Независима държава
На 5 август 1960 година е обявена пълната независимост на Горна Волта. От същата година страната е член на ООН. През 1960 година е приета първата конституция на Горна Волта, впоследствие заменяна с други.
Първият президент е Морис Ямеого, водач на Волтийския демократичен съюз. Ямеого остава на този пост до икономическата и политическа криза от януари 1966 година и първият военен преврат в историята на Горна Волта, последван през следващите десетилетия от други. Дошлото на влест военно правителство на Сангуле Ламизана разпуска Националното събрание, както и политическите партии. По-късно възстановява многопартийната система и през декември 1970 година, след приемането на нова конституция, провежда избори, които печели Волтийския демократичен съюз. С. Ламизана остава президент на страната, а от в периода 1971-1974 година премиер е лидерът на Волтийския демократичен съюз Ж. Канго Уедраого.
През февруари 1974 година президентът Ламизана отново разпуска Националното събрание, преустановява действието на конституцията и възглавява нова правителство, съставено от военни и граждански дейци. На 27 ноември 1977 година чрез референдум е приета нова конституция на страната. През април 1978 година се провеждат парламентарни избори. През юни следващата година Националното събрание взима решение за разпускане на политическите партиии с изключение на три, получили най-много гласове на изборите.
На 25 ноември 1980 година военен превлат сваля от власт президента Ламизана. Ръководителят на преврата полковник Сей Зербо е провъзгласен за глава на държавата и ръководител на правителството. На 7 ноември 1981 година и на 4 август 1983 година се извършват нови военни преврати. На 4 август 1983 на власт идва капитан Тома Исидор Ноел Санкара, който поставя като основни цели на управлението си борбата с корупцията, СПИН, бедността и глада, застъпва се за залесяването и правата на жените и се противопоставя на западния империализъм по социалистически маниер.
На 4 август 1984 година, на годишнината от началото на управлението на Томас Санкара, Горна Волта е преименувана на Буркина Фасо (страна на честните хора).
През декември 1985 година във връзка с териториален спор избухва петдневен военен конфликт между Буркина Фасо и Мали, известен и като „Коледната война“.
На 5 октомври 1987 година по време на нов преврат е убит президента Санкара. Смята се, че превратът е бил подкрепен от френското правителство.